# Số 37 đường Népszínház
Tòa nhà dân cư số 37 đường Népszínház là một công trình kiến trúc lâu đời có giá trị lịch sử và nghệ thuật cao. Tòa nhà nằm ở quận 8 của Budapest, Hungary và ngăn cách hai khu phố Nagyfuvaros và phố Kisfuvaros.

## Vị trí

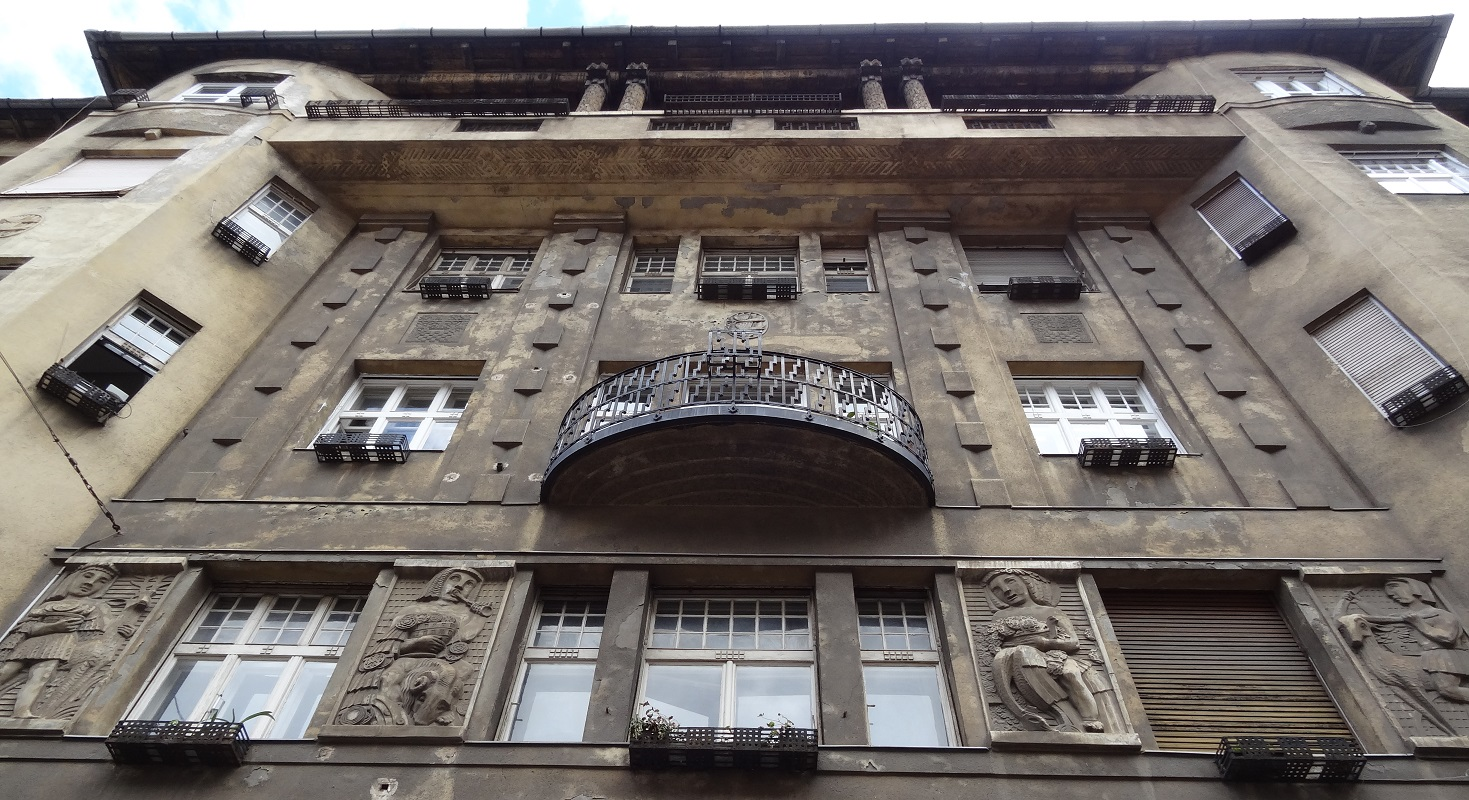
Mặt tiền 37 Népszínház năm 2017

Bên cạnh tòa nhà số 37, còn có hai tòa nhà cổ được nhiều người biết đến là tòa nhà Ruchlinder số 35 (xây dựng từ năm 1911-1912 do kiến trúc sư Béla Málnai và Haász thiết kế) và khách sạn Atlas City số 39 (thuộc sở hữu của Mellow Mood Hotels). Tòa nhà số 37 cách ga tàu điện ngầm "Blaha Lujza tér " 600 m và cách ga " János Pál pápa tér " của tuyến tàu điện ngầm số 4 là 150 m. Ngoài ra, dân cư muốn sử dụng hệ sống xe buýt có thể tới các điểm dừng của các tuyến xe điện 28, 28A, 37, 37A, 62, 99 và 217E cách tòa nhà 100 m.

## Lịch sử

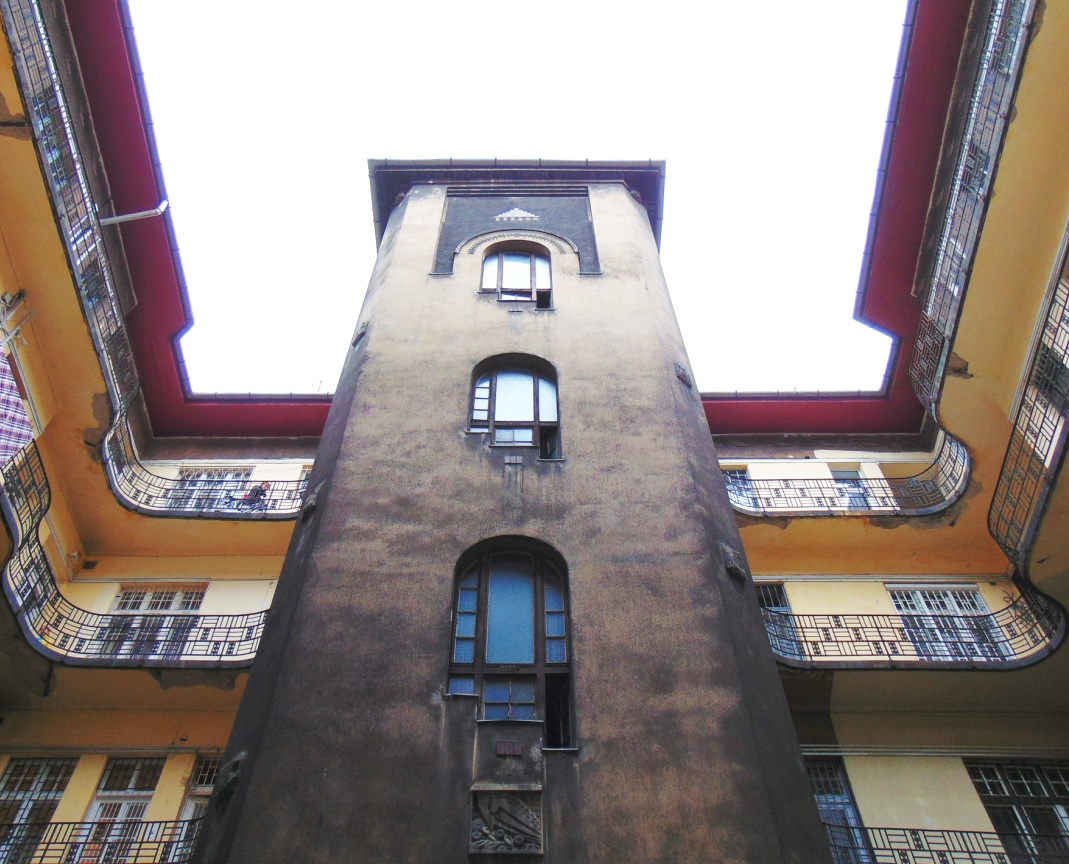
37 đường Népszínház

Tòa nhà bắt đầu xây dựng từ năm 1909 và hoàn thành năm 1911. Kiến trúc của toàn nhà là sự kết hợp của phong phách Tân Nghệ thuật và Nghệ thuật Deco, do hai kiến trúc sư người Hungary đảm nhiệm thiết kế. Hai kiến trúc sư này là anh em nhà Löffler, Sándor Löffler (1877, Budapest - 1962, Melbourne) và Béla Löffler (1880, Budapest - cuối những năm 1930, có thể là Jerusalem), cả hai đều là những kiến trúc sư nổi tiếng vào đầu thế kỷ 20, đầu thời kỳ hiện đại..
Năm 1906, hai anh em Sándor Löffler và Béla Löffler cùng mở một văn phòng kiến trúc tại Budapest. Chỉ trong thời gian ngắn họ đạt được rất nhiều thành tựu to lớn trong lĩnh vực nghệ thuật và kiến trúc. Một số tác phẩm của họ đã đóng góp vào lịch sử văn hóa và cảnh quan thành phố Budapest như "37 Népszínház Street", "Magda Udvar in Mátyás tér 4". Công trình nổi tiếng nhất của hai kiến trúc sư này là Hội đường Do Thái ở Phố Kazincy, được hoàn thành vào năm 1913. Công trình này đem lại cho họ rất nhiều giải thưởng và danh tiếng trong giới kiến trúc thời bấy giờ. Anh em nhà Löffler nhanh chóng trở thành những kiến trúc sư thành công và được săn đón bậc nhất ở thủ đô Budapest.
Sau khi công trình hoàn thành, người dân ở khu phố đã thống nhất sử dụng Tòa nhà số 37 làm "Ngôi nhà sao vàng". Ở Budapest, những "ngôi nhà sao vàng" là những tòa nhà được chỉ định làm nơi cư trú cho người Do Thái theo quy định 1944-IX / 147.501-514 ban hành ngày 16 tháng 6 năm 1944. Cái tên "Ngôi nhà sao vàng" xuất phát từ việc lối vào của các tòa nhà này được đánh dấu bằng Ngôi sao David và người Do Thái sinh sống tại đây cũng bắt buộc phải mặc áo sao vàng.
Vào năm 1909, các kiến trúc sư đưa ra bức tranh "37 Népszínház Street - kế hoạch mặt tiền đầu tiên", đây được coi là bản thảo đầu tiên của kiến trúc mặt trước tòa nhà. Tuy chủ đầu tư cảm thấy nó không quá "bình dân" nhưng chưa thực sự ưng ý. Vì vậy, các kiến trúc được yêu cầu thiết kế một mặt tiền hoàn toàn mới thay thế.

## Hình ảnh chụp năm 2017
|  |  |  |  |
|  |  |  |  |